# Càntic

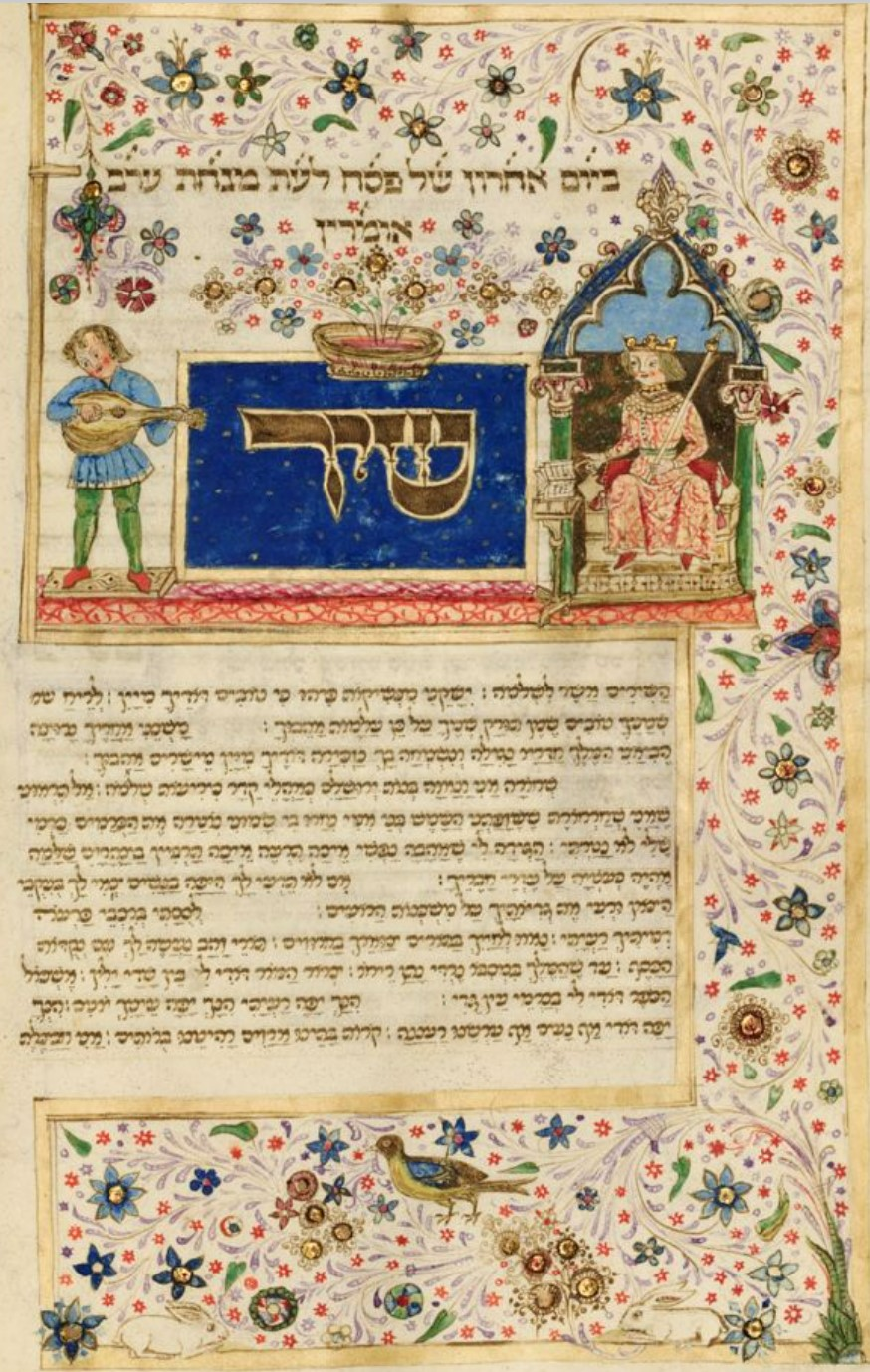
Le Càntic dels Càntics

Un càntic és un himne (estrictament exclou els Salms) agafat de la Bíblia. El terme és de vegades usat per incloure als antics himnes no bíblics com el Te Deum i certs salms usats en la litúrgia. També pot incloure:
- Una cançó, especialment un himne (com el del Càntic dels Càntics)
- Un cant o divisió d'un poema

Alguns càntics bíblics són:
- Benedicite (Llibre de Daniel 3: 57-88)
- Benedictus (Evangeli de Lluc 1: 68-79)
- Magnificat (Evangeli de Lluc 1: 46-55)
- Nunc dimittis (Evangeli de Lluc 2: 29-32)